# Lophodermium jianchuanense
Lophodermium jianchuanense är en svampart som beskrevs av C.L. Hou & M. Piepenbr. 2005. Lophodermium jianchuanense ingår i släktet Lophodermium och familjen Rhytismataceae.   Inga underarter finns listade i Catalogue of Life.